# Équipe d'Haïti féminine de basket-ball
Cet article traite de l'équipe féminine. Pour l'équipe masculine, voir Équipe d'Haïti masculine de basket-ball.
Maillots
L'équipe d'Haïti féminine de basket-ball est une sélection des meilleurs joueuses haïtiennes de basket-ball sous l'égide de la Fédération haïtienne de basket-ball.

## Histoire
Haïti ne s'est jamais qualifiée pour une compétition internationale majeure et ne figure pas au classement de la Fédération internationale de basket-ball amateur (FIBA).
L'équipe termine 7e du CentroBasket 1981 (it).